# Крістіна Зінгер
Крістіна Зінгер (нім. Christina Singer-Bath, нар. 27 липня 1968) — колишня німецька тенісистка.
Учасниця турнірів Великого шолома 1987—1999 років.
Здобула п'ять одиночних та три парні титули туру ITF.
Найвищу одиночну позицію світового рейтингу — 41 місце досягла 11 вересня 1995, парну — 44 місце — 8 липня 1996 року.
Завершила кар'єру 1999 року.

## Фінали Туру WTA

### Парний розряд (0–1)
| Результат | Ранг | Дата     | Турнір           | Покриття | Партнер        | Опоненти                            | Рахунок  |
| --------- | ---- | -------- | ---------------- | -------- | -------------- | ----------------------------------- | -------- |
| Поразка   | 1.   | Жов 1993 | Ессен, Німеччина | Тверде   | Вілтруд Пробст | Аранча Санчес Вікаріо Гелена Сукова | 2–6, 2–6 |

## Фінали туру ITF

### Одиночний розряд (5–1)
| Легенда         |
| --------------- |
| Турніри $25,000 |
| Турніри $10,000 |

| Результат | Ранг | Дата            | Турнір                             | Покриття | Опонент         | Рахунок       |
| --------- | ---- | --------------- | ---------------------------------- | -------- | --------------- | ------------- |
| Перемога  | 1.   | 11 березня 1985 | Стокгольм, Швеція                  | Ґрунт    | Марія Ліндстрем | 6–4, 7–5      |
| Перемога  | 2.   | 21 липня 1986   | Штутгарт, Західна Німеччина        | Ґрунт    | Гана Фукаркова  | 1–6, 6–1, 6–3 |
| Перемога  | 3.   | 30 жовтня 1989  | Пфорцгайм, Західна Німеччина       | Тверде   | Petra Holubová  | 6–2, 7–6      |
| Перемога  | 4.   | 22 жовтня 1990  | Ноймюнстер, Західна Німеччина      | Ґрунт    | Andrea Müller   | 6–4, 6–3      |
| Перемога  | 5.   | 6 травня 1991   | Lee-on-the-Solent, Велика Британія | Ґрунт    | Anke Marchl     | 5–7, 6–4, 6–3 |
| Поразка   | 6.   | 7 грудня 1992   | Валь-д'Уаз, Франція                | Тверде   | Наталі Тозья    | 3–6, 3–6      |

### Парний розряд (3–1)
| Результат | Ранг | Дата              | Турнір                             | Покриття | Партнер        | Опоненти                           | Рахунок          |
| --------- | ---- | ----------------- | ---------------------------------- | -------- | -------------- | ---------------------------------- | ---------------- |
| Перемога  | 1.   | 11 листопада 1985 | Queens, Велика Британія            | Тверде   | Petra Tesarová | Клаудія Порвік Вілтруд Пробст      | 5–7, 6–4, 6–3    |
| Поразка   | 2.   | 7 липня 1986      | Бостад, Швеція                     | Ґрунт    | Ellen Walliser | Марія Ліндстрем Катаріна Ліндквіст | 3–6, 2–6         |
| Перемога  | 3.   | 22 жовтня 1990    | Ноймюнстер, Західна Німеччина      | Ґрунт    | Anke Marchl    | Оса Свенссон Marie Linusson        | 6–2, 7–5         |
| Перемога  | 4.   | 6 травня 1991     | Lee-on-the-Solent, Велика Британія | Ґрунт    | Anke Marchl    | Кетрін Берклей Робін Модслі        | 4–6, 7–6(3), 6–1 |